# Донецький державний університет внутрішніх справ
Донецький державний університет внутрішніх справ (до 12 квітня 2021 року — Донецький юридичний інститут МВС України) — державний вищий навчальний заклад IV рівня акредитації, підпорядкований Міністерству внутрішніх справ України та розташований у м. Кропивницький.

## Історія
Донецький державний університет внутрішніх справ починає свою історію від Сталінської (Донецької) спеціальної середньої школи міліції  (1961 р.), яка спершу розташовувалась у селищі Новожданівка Харцизького району Сталінської області. Перший випуск 1962 року становив усього  130 молодих офіцерів міліції. 
З 1965 року, після передислокації Донецької спеціальної середньої школи міліції (далі – ДССШМ) до обласного центру, розпочалося становлення навчального закладу, зокрема будівництво шкільного містечка.
У березні 1992 року Донецьку спеціальну середню школу міліції було реорганізовано у Донецьке училище міліції МВС України.
Датою народження вищого навчального закладу є 8 лютого 1993 року, коли на базі Донецького відділення заочного навчання Української академії внутрішніх справ та Донецького училища міліції при Донецькому державному університеті було створено Донецький інститут внутрішніх справ (ДІВС). Інститут розпочинав свій розвиток із 3 факультетів і 8 кафедр, які входили до його структури.
В історії навчального закладу багато яскравих, а часом і героїчних сторінок. Курсанти інституту (школи, училища) в різні періоди забезпечували порядок і охорону найважливіших об’єктів після аварії на Чорнобильській АЕС, захищали мирне населення від свавілля та бандитизму в «гарячих» точках СРСР у 80-ті та 90-ті, надавали допомогу в ліквідації наслідків стихійних лих та ін.
У місті Донецьку на всіх формах навчання вищу освіту здобували більше 4 000 курсантів, слухачів та студентів – представників усіх регіонів України, а щорічний випуск складав майже тисячу спеціалістів-правознавців, які й натепер працюють не лише в Донецькій області та усіх куточках України, а й за кордоном.
Ад’юнктура інституту працює з 1997 року. До 2014 року вона готувала наукові та науково-педагогічні кадри для здобуття наукових ступенів кандидатів наук за науковими спеціальностями 12.00.07 – теорія управління; адміністративне право і процес; фінансове право; інформаційне право; 12.00.09 – кримінальний процес та криміналістика; судова експертиза; оперативно-розшукова діяльність; 12.00.01 – теорія та історія держави і права; історія політичних і правових вчень. На різних формах в ад’юнктурі інституту навчалися 150 осіб.
З 2007 року в інституті функціонують курси довузівської підготовки, покликані допомогти майбутнім абітурієнтам успішно скласти зовнішнє незалежне тестування та вступити до інституту.
У 2008 році відкрито магістратуру.
З 2009 року в інституті функціонувала науково-дослідна лабораторія з безпеки дорожнього руху, головним завданням якої було впровадження наукових досягнень у практичну діяльність органів внутрішніх справ, а отже – зближення теорії і практики.
Особлива увага приділялася постійному розширенню міжнародного співробітництва, вивчення можливостей використання передового зарубіжного досвіду в удосконаленні професійної підготовки працівників органів внутрішніх справ. Постійний обмін досвідом під час роботи численних міжнародних конференцій, стажування викладачів, курсантів та студентів за кордоном, участь у спільних проєктах говорять про реальність євроінтеграційних процесів, що відбуваються в інституті.
Донецький юридичний інститут МВС України зростав у буквальному сенсі. Зводилися нові навчальні корпуси, закінчувалось будівництво медико-оздоровчого комплексу і курсантської їдальні. У найближчій перспективі планувалися – спортивний манеж з басейном, будівництво бібліотечного комплексу, навчально-житлового комплексу для курсантів, житлового будинку для співробітників інституту та багато інших цікавих проєктів.
У червні 2014 року, з огляду на події, що відбувалися у Донецькій області, організовано передислокацію з території інституту портативної комп’ютерної техніки, матеріально-технічної бази та співробітників інституту до міст Маріуполь та Кривий Ріг, де було забезпечено діяльність оперативного штабу, здійснення заходів щодо організації відновлення документообігу навчального закладу та діяльності структурних підрозділів, організація пропозицій щодо визначення перспективи подальшої діяльності інституту, як ЗВО-переселенця.
Від 15 квітня 2020 року посаду ректора ЗВО обіймає доктор юридичних наук, професор полковник поліції Сергій Вітвіцький.
Саме починаючи з весни 2020 року інститут починає нарощувати свою присутність у м. Маріуполь. Відбулись загальні збори працівників, на яких одноголосно було підтримано пропозицію ректора та прийнято рішення про зміну юридичної адреси з м. Кривий Ріг до м. Маріуполь.
За 2020/2021 навчальний рік колектив прискорив динаміку за основними показниками діяльності. У 2020 році відбулась структуризація закладу у м. Маріуполь – для підготовки курсантів та студентів у структурі інституту замість одного було створено три факультети: факультет досудового розслідування, факультет кримінальної поліції та превентивної діяльності, факультет права, управління та економіки. Кількість здобувачів вищої освіти саме у м. Маріуполь – більше 600 осіб. Інститут забезпечив найбільший набір здобувачів вищої освіти у м. Маріуполь за спеціальностями право та правоохоронна діяльність. З 2020 року на базі інституту було створено єдину в Україні науково-дослідну лабораторію публічної безпеки громад.
Інститутом забезпечено розгалужену систему навчальних підрозділів, спеціалізованих аудиторій для підготовки поліцейських. Було здійснено перший набір на нові спеціальності – «Економіка», «Публічне управління та адміністрування».
Відповідно до наказу Міністерства внутрішніх справ України від 09.08.2023 року №652 для Донецького державного університету внутрішніх справ  встановлений профільний напрям діяльності «Стратегічні розслідування».
З моменту передислокації до м. Маріуполь Донецької області університет потужно розвиває матеріально-технічну базу – вдалося збільшити матеріально-технічні потужності як аудиторного фонду, так і технологічного забезпечення освітнього процесу.
За напрямом міжнародної діяльності у м. Маріуполі інститут став членом трьох міжнародних об’єднань, у 2021 році на базі закладу відбулось відкриття Інформаційного центру Європейського Союзу.
Завдяки плідній взаємодії інституту з Головним управлінням Національної поліції в Донецькій області курсанти та слухачі забезпечені надійними базами практик та стажування, постійно проводилися заняття в практичних підрозділах, практичні працівники залучалися до освітнього процесу. Інститут був активним учасником формування та підтримки ГО «Ліга майбутніх поліцейських».
Тому, враховуючи основні показники динаміки розвитку інституту 12 квітня 2021 року Міністерством внутрішніх справ України було прийнято рішення про зміну типу і назви ЗВО (наказ МВС України № 260) та від 12 квітня 2021 року – це Донецький державний університет внутрішніх справ.
У 2023 році в університеті відбулися організаційно-штатні зміни. До його складу увійшов Луганський навчально-науковий інститут імені Е. О. Дідоренка (наказ МВС України № 63 від 06.02.2023 року).
Налагоджена тісна співпраця з органами державної, обласної та місцевої влади, зокрема, Міністерством освіти і науки України, Національною академією правових наук України, Маріупольською, Криворізькою, Кропивницькою та Івано-Франківською міськими радами, що сприяє загальному розвитку ЗВО. На базі університету розташовані: Донецький регіональний центр Національної академії правових наук України, Донецьке обласне відділення Центру українсько-європейського наукового співробітництва, Міжнародна асоціація господарського права. Університет включено до Дирекції Європейської організації публічного права. Забезпечені надійні партнерські стосунки з Консультативною місією Європейського Союзу в Україні, ОБСЄ, UNDP – Програмою розвитку ООН, Канадською поліцейською місією в Україні, USAID – Агентством США з міжнародного розвитку, CEPOL,  EPLO – Європейською організацією публічного права, IPA – Міжнародною поліцейською асоціацією, GIZ – Німецьким товариством міжнародного співробітництва, зарубіжними закладами вищої освіти Греції, Німеччини, Польщі, США, Чехії, Республіки Кіпр, Литовської Республіки, Чеської Республіки, Республіки Молдова.
В університеті також функціонують 2 спеціалізовані вчені ради з захисту дисертацій за 5 науковими спеціальностями. Задля можливості публікувати результати своїх досліджень вченими та молодими науковцями ЗВО видає 5 наукових періодичних видань, які входять до категорії «Б»: збірник наукових праць «Правовий часопис Донбасу» (спеціальність 081 «Право»), науково-практичний журнал «Українська поліцеїстика: теорія, законодавство, практика» (спеціальності 081 «Право», 262 «Правоохоронна діяльність»), науковий журнал «Вісник Луганського державного університету внутрішніх справ імені Е. О. Дідоренка» (спеціальність 081 «Право»), журнал «Центральноукраїнський вісник права та публічного управління» (спеціальності 081 «Право»,  281 «Право»), науково-практичного журналу «Бюлетень з обміну досвідом роботи» (спеціальності 081 «Право», 262 «Правоохоронна діяльність»). Діяльність університету висвітлено на сторінках щоквартального інформаційного журналу UNIVERSITY OF THE FUTURE (Університет майбутнього).

## Діяльність
24 лютого 2022 року російська федерація о п’ятій годині ранку розпочала військові дії на території незалежної держави – України.
Донецький державний університет внутрішніх справ, керуючись указом Президента України від 24.02.2012 № 64/2022 «Про введення воєнного стану в Україні», тимчасово переміщено до м. Кривий Ріг Дніпропетровської області на базу Криворізького навчально-наукового інституту ДонДУВС. Разом із закладом вищої освіти вимушені були переїхати 500 курсантів та студентів, вік яких становить від 16 до 19 років.
Згодом, за підтримки МВС,  діяльність університету відновлено у м. Кропивницький Кіровоградської області за адресами: вул. Велика Перспективна, буд. 1, вул. Шатила, буд. 4, вул. Бєляєва, буд. 17. Загальна площа приміщень, в яких розмістився університет, становить 14015,7 м2, де розташовані:
- аудиторний фонд – 2319,03 м2;
- актові зали – 473,4 м2;
- казармені приміщення – 3722,3 м2;
- їдальні – 985,54 м2;
- службові приміщення – 5088,23 м2;
- спортивні зали – 595 м2;
- тир –382,2 м2;
- укриття – 450 м2.

В університеті навчаються понад 5000 здобувачів та здобувачок вищої освіти.
Науковий потенціал університету:
- Кандидати наук – 154 особи (121 – постійний склад, 33 – сумісники), з них: молодих науковців – 21 (у т.ч. 4 – сумісники);
- Доктори наук – 47 осіб ( 33 – постійний склад, 14 – сумісників), з них: молодих науковців – 6;
- Доценти – 97 осіб (90 – постійний склад, 7 – сумісників);
- Професори – 38 осіб (33 – постійний склад, 5 – сумісників);
- Старші наукові співробітники (старші дослідники) – 5 осіб.

Також в університеті працюють 6 працівників, які мають почесні звання України, з них 5 – «Заслужений юрист України», 1 – «Заслужений діяч науки і техніки України».

## Структура, спеціальності

### Факультет № 1 «Факультет підготовки фахівців для підрозділів досудового розслідування»
Підготовка висококваліфікованих фахівців для реалізації завдань Національної поліції України, здатних розв’язувати складні спеціалізовані завдання у сфері права, забезпечення охорони прав і свобод людини, інтересів суспільства і держави, протидії злочинності.

### Факультет № 2 «Факультет підготовки фахівців для підрозділів превентивної діяльності»
Випускники нашого факультету мають можливість у подальшому проходити службу на посадах дільничних офіцерів поліції, інспекторів ювенальної превенції, сектора превенції, дозвільної системи, інспекторів-кінологів кінологічних центрів Національної поліції України, а також у патрульній поліції.

### Факультет №3 «Факультет підготовки фахівців для підрозділів кримінальної поліції»
Підготовка висококваліфікованих фахівців для реалізації завдань Національної поліції України

### Факультет №4 «Факультет підготовки фахівців права, управління та економічної безпеки»
Отримання вищої престижної, якісної освіти за напрямками «Право», «Правоохоронна діяльність», «Економіка» та «Публічне управління та адміністрування» за кошти фізичних та юридичних осіб, що дозволяє по закінченню обрати самостійно шлях розвитку власної кар’єри!

### Факультет №1 «Факультет підготовки фахівців для підрозділів поліції»
Ми здійснюємо підготовку фахівців для органів досудового розслідування, підрозділів кримінальної поліції та превентивної діяльності Національної поліції України. Основні зусилля кваліфікованих представників науково-педагогічного складу факультету зорієнтовані на якісне забезпечення освітнього процесу. Ведеться систематична, планова, налагоджена співпраця з структурними підрозділами Національної поліції України. 

### Кафедри університету у місті Кропивницький:
- Кафедра кримінального права та кримінології;
- Кафедра кримінального процесу та криміналістики;
- Кафедра соціально-гуманітарних дисциплін;
- Кафедра іноземних мов;
- Кафедра адміністративно-правових дисциплін;
- Кафедра тактико-спеціальної підготовки;
- Кафедра оперативно-розшукової діяльності та інформаційної безпеки;
- Кафедра загальноправових дисциплін;
- Кафедра спеціальної фізичної та домедичної підготовки;
- Кафедра державно-правових дисциплін та публічного управління;
- Кафедра цивільного, трудового права та права соціального забезпечення;
- Кафедра господарсько-правових дисциплін та економічної безпеки.

### СТРУКТУРНИЙ ПІДРОЗДІЛ ЛННІ імені Е. О. Дідоренка ДонДУВС
- Кафедра правосуддя;
- Кафедра соціально-гуманітарних та загальноправових дисциплін;
- Кафедра спеціальних дисциплін та професійної підготовки;
- Кафедра поліцейської діяльності.

### Факультет № 1 «Факультет підготовки фахівців для підрозділів Національної поліції»
Підготовка досвідчених фахівців, професіоналів своєї справи з практичним досвідом роботи в підрозділах Національної поліції України. Значна увага в роботі з особовим складом приділяється важливим питанням морального, духовного, професійного та естетичного виховання здобувачів вищої освіти. На факультеті створені всі умови для всебічного розвитку особистості.

### Факультет № 2 «Факультет підготовки фахівців права та правоохоронної діяльності»
Ми орієнтовані на підготовку  фахівців нового покоління, здатних оцінювати та аналізувати ситуацію і приймати виважене рішення. Навчаючись на факультеті, здобувачі вищої освіти отримують знання у сфері адміністративного, кримінального, господарського, трудового та цивільного права. Наші випускники - успішні юристи, адвокати та правоохоронці.

### Кафедри університету у місті Кривий Ріг:
- Кафедра організації досудового розслідування;
- Кафедра правоохоронної діяльності та поліцеїстики;
- Кафедра спеціальних дисциплін та професійної підготовки;
- Кафедра соціально-гуманітарних та загальноправових дисциплін;
- Кафедра державно-правових дисциплін;
- Кафедра кримінально-правових дисциплін;
- Кафедра цивільного та господарського права.

До складу Донецького державного університету внутрішніх справ входять:
Маріупольський центр первинної професійної підготовки «Академія поліції» (м. Кропивницький), який включає цикли загальноправових дисциплін та спеціальних дисциплін;
допоміжні підрозділи (м. Кропивницький), а саме:
- відділення з організаційно-аналітичної роботи та контролю;
- відділення міжнародного співробітництва;
- редакційно-видавниче відділення;
- відділення післядипломної освіти;
- медико-санітарна частина;
- їдальні, гараж, навчально-допоміжний персонал.

допоміжні підрозділи (м. Кривий Ріг), а саме:
- група документування службової діяльності;
- відділення режимно-секретного забезпечення;
- відділення організації служби;
- медико-санітарна частина;
- їдальня.

Під час воєнного стану освітній процес в університеті забезпечено на належному рівні: курсанти та слухачі магістратури перебувають на очній формі навчання, студенти, ад’юнкти і аспіранти на змішаній формі з елементами дистанційного навчання. Функціонування структурних підрозділів в університеті відновлено та забезпечується в повному обсязі.

## Керівники ЗВО
ВАСИЛЬ АРТЕМОВИЧ ЧЕКІН - перший начальник Сталінської спеціальної середньої школи міліції (1961-10.1963), гвардії капітан, полковник міліції
ІВАН ГРИГОРОВИЧ СВІТИЧ - начальник Донецької спеціальної середньої школи міліції (28.11.1964-08.06.1977), полковник міліції
ВОЛОДИМИР ІВАНОВИЧ МУРАВЙОВ - начальник Донецької спеціальної середньої школи міліції (09.06.1977-30.04.1989), полковник міліції
ЮРІЙ ЛЕОНТІЙОВИЧ ТИТАРЕНКО - начальник Донецької спеціальної середньої школи міліції, ректор Донецького інституту внутрішніх справ (23.06.1989-12.09.2003),  генерал-лейтенант міліції
ВІКТОР МИКОЛАЙОВИЧ БЕСЧАСТНИЙ - начальник (пізніше ректор) Донецького юридичного інституту МВС України (13.09.2003-15.01.2020), полковник міліції
СЕРГІЙ СЕРГІЙОВИЧ ВІТВІЦЬКИЙ - ректор Донецького державного університету внутрішніх справ  (15.04.2020), полковник поліції